# Jean Le Jeune
Jean Le Jeune (ur. 1411 w Arras, zm. 9 września 1451 w Rzymie) – francuski kardynał.
Pochodził z Arras i był synem bajlifa Amiens Roberta le Jeune. Przeznaczony do stanu duchownego, w wieku 13 lat uzyskał miejsce w kapitule katedralnej w Amiens. Kilka lat później uzyskał stanowisko dziekana kapituły w Nantes.
10 stycznia 1431, mając zaledwie niespełna 20 lat, został biskupem Maçon. W 1433 przeniesiony został do diecezji Amiens. Po kolejnych trzech latach został mianowany biskupem Thérouanne (24 października 1436), którym pozostał już do śmierci. Został doradcą księcia Burgundii Filipa III, który wysłał go jako swojego ambasadora na obrady Soboru we Florencji i Ferrarze. Jego podpis, jako biskupa Thérouanne oraz oratora (ambasadora) księcia burgundzkiego, widnieje na bulli Eugeniusza IV z 6 lipca 1439 ogłaszającej unię z kościołem greckim.
18 grudnia 1439 papież Eugeniusz IV (1431-1447) mianował go kardynałem prezbiterem, a 8 stycznia 1440 nadał mu kościół tytularny S. Prassede (kilka lat później wymienił go na kościół tytularny S. Lorenzo in Lucina). Nominacja ta miała zapewnić Eugeniuszowi IV wsparcie księcia Filipa III w sporze z antypapieżem Feliksem V. Jean Le Jeune przeszedł wówczas na służbę do kurii papieskiej. 4 lutego 1442 sygnował bullę Eugeniusza IV ogłaszającą unię z kościołem koptyjskim. Uczestniczył w konklawe 1447. Początkowo głosował na kardynała Prospero Colonnę, jednak pod wpływem kardynała Berardiego przeniósł swój głos na Tommaso Parentucelliego, który został papieżem jako Mikołaj V (1447-1455). 22 maja 1447 został wysłany jako legat papieski do Lombardii w celu mediacji między walczącymi między sobą państwami włoskimi.
Zmarł w Rzymie w wieku 40 lat, być może w wyniku otrucia. Pochowany został w swym kościele tytularnym S. Lorenzo in Lucina.

## Źródła
- Jean-Baptiste-Maurice de Sachy: Histoire des évesques d’Amiens. chez la Veuve de Vérité, 1770, s. 179–182.
- Salvador Miranda: The Cardinals of the Holy Roman Church Biographical Dictionary Eugenius IV (1431-1447) Consistory of December 18, 1439 (III) Celebrated in Florence. 1998-2023. [dostęp 2024-05-17]. (ang.).
- Konrad Eubel: Hierarchia Catholica Medii Aevi. T. II. Münster: 1914, s. 8, 27, 29, 30, 63, 64, 86, 187, 196.
- Konrad Eubel: Hierarchia Catholica Medii Aevi. T. I. Münster: 1913, s. 331.